# Селекційної станції
Селекційної станції (рос. Селекционной станции) — селище в Кстовському районі Нижньогородської області Російської Федерації.
Населення становить 2492 особи. Входить до складу муніципального утворення Ройкинська сільрада.

## Історія
Від 2009 року входить до складу муніципального утворення Ройкинська сільрада.

## Населення
| 2002 | 2010  |
| ---- | ----- |
| 2736 | ↘2492 |